# 성승
성승(成勝, ? ~ 1456년 6월 8일)은 조선 전기의 무신, 군인이며 단종 복위 운동의 가담자의 한사람이다. 사육신 성삼문의 아버지이고 생육신 성담수, 성담년의 5촌 당숙이다. 중종 때의 형제 정승 이기, 이행 형제의 외종조부가 된다. 무과에 급제하여 관직은 오위도총부도총관에 이르렀다.
수양대군이 조카 단종을 축출하고 즉위하자 단종 복위를 거사하였으며, 공신 연회 때 세조 3부자를 타살하려다가 실패하고 아들 4형제와 손자 4명 등 사육신 및 관련자 500여 명이 사형당할 때 함께 사형당했다. 숙종 때 병조판서에 추증되고, 정조 때 좌찬성으로 다시 추증된 뒤 충숙의 시호를 받았다. 본관은 창녕(昌寧). 호는 적곡(赤谷)이고 시호는 충숙(忠肅)이다.

## 생애

### 생애 초반
사육신 성삼문의 아버지이고 생육신 성담수, 성담년의 아버지 성희와는 사촌형제간이다. 무과에 급제하여 여러 벼슬을 지내고 1440년(세종 22) 경상도병마절제사로 부임하였다.
1446년 중추원 부사가 되었다. 1447년(세종 30) 중국에 파견되는 성절사(聖節使)에 임명되어 명나라의 연경에 다녀왔다. 1451년(문종 1년) 명나라에 파견되는 정조사(正朝使)의 부사(副使)로 임명되어 정조부사(正朝副使)로 다시 연경에 다녀왔다. 1453년(단종 1년) 도진무로 부임하였고, 1455년 동지중추원사를 거쳐 오위도총부도총관이 되었다. 그러나 그해 수양대군(首陽大君)이 단종의 왕위를 강압으로 양위받자 말을 달려 집으로 돌아와 통곡하고 방에서 나오지 않으며, 조정에도 나가지 않았다.

### 세조 반정 직후
1455년 단종이 왕숙 수양대군을 추대하는 훈신들의 압력에 의해 양위하자 병을 핑계로 사퇴하였다. 세조의 회유책으로 지중추원사에 승진되었으나, 병을 핑계로 취임하지 않고 이후 아들 성삼문, 박팽년, 류성원, 하위지, 이개, 김문기, 허조, 박쟁, 박중림 등과 함께 단종 복위운동에 가담한다.
김종서, 황보인 등을 제거한 공신들을 축하하는 한 연회에 참여하지 않았고, 그 뒤 기회를 엿보던 중 1456년(세조 2) 6월 1일 세조가 상왕인 단종과 함께 명나라 사신을 위하여 창덕궁에서 큰 잔치를 여는 그날을 거사일로 정하고, 동지중추원사인 유응부와 당상(堂上) 무신인 박쟁과 함께, 왕의 뒤에 운검(雲劒)으로 섰다가 그 자리에서 세조를 제거하고 단종을 복위하기로 계획하였다.

### 거사 실패와 최후
그 뒤 1456년 6월 명나라에서 사신이 파견될 때 거사를 정하여 별운검으로 참여하여 세조와 의경세자, 해양대군 삼부자의 목을 치기로 결정하였으나, 이를 눈치챈 신숙주, 한명회 등이 연회를 취소하고 조사하면서 체포되었다.
1456년 6월 7일 세조가 잔치의 장소가 좁다는 이유로 운검을 폐지하라고 명을 내렸으므로 그날의 거사는 중지되고, 뒷날 임금이 곡식의 씨를 뿌리는 것을 관람하는 행사인 관가(觀稼)때에 다시 거사하기로 하였다. 그러나 거사의 실패로 체포를 염려한 김질의 밀고로 발각됨에 따라 모의하던 이들과 함께 체포되어 그해 6월 8일 군기시 앞에서 능지처참형(凌遲處斬刑)을 당했다. 이때 그의 아들과 손자도 모두 죽음을 당했고, 조카들과 사촌 성희 등도 연좌되어 유배되었으며 아버지 성달생의 묘소는 석물을 뒤엎어버리고 부관참시되었다.

### 사후
그에 대한 상세한 행장이나 전기 등이 없음은 당시 그의 혈족이 몰살되었기 때문이다. 그 뒤 숙종 때 사육신이 모두 복권되면서 병조판서에 추증되었다. 그 뒤 정조 8년(1784년) 판서 엄숙(嚴璹)의 상소에 의하여 신원되고, 증 의정부좌찬성에 증직되었다. 단종의 묘소인 장릉(莊陵) 충신단에 배향되고, 홍주(洪州) 노운서원(魯雲書院), 공주의 동학사 숙모전(肅慕殿) 등에 제향되었다. 충숙(忠肅)의 시호가 내려졌다.

## 가족 관계
아들 성삼문은 연안김씨 김잉의 딸과 결혼하였고, 다른 아들인 성삼고는 김잉의 손녀이자 김인의 딸과 결혼하여 이중으로 혼인관계를 형성하였다.
- 조부 : 성석용 - 성석린의 동생
- 종조부 : 성석린
- 아버지 : 성달생
- 어머니 : 풍양조씨(趙氏), 조운개(趙云价)의 딸
- 부인 : 죽산박씨, 박첨의 딸
  - 아들 : 성삼빙(? - 1456년)
  - 며느리 : 의정(義貞), 판종부시사(判宗簿寺事) 권개(權愷)의 노비가 되었다.[1]
    - 손자 : 성한

  - 아들 : 성삼문(成三問, 1418년 ~ 1456년 6월 8일)
  - 며느리 : 신씨
  - 며느리 : 연안김씨(延安金氏, 연안 김잉(仍)의 딸, 차산(次山)
    - 아들 : 성맹첨(成孟瞻, ? - 1456년)
    - 며느리 : 현비(現非), 전균(田畇)의 노비가 되었다.[1]
    - 아들 : 성맹년(? - 1456년)
    - 손녀딸 : 성씨, 성맹년의 딸, 유자미의 며느리
    - 아들 : 성맹종(? - 1456년)
    - 딸 : 효옥(사육신 처형 당시 미혼으로, 노비가 됨)
    - 딸 : 성씨(成氏, 1439 ~ 1489)
    - 사위 : 박림경(朴臨卿 1436 ~ 1485)
      - 외손 : 박증(朴增, 1461 ~ 1517)
      - 외손 : 박호(朴壕, 1466 ~ 1533)
      - 외손 : 박한(朴한, ? ~ ?)

    - 딸 : 성씨(成氏, ? ~ ?)
      - 외손 : 엄찬

  - 아들 : 성삼고(? - 1456년)
  - 며느리 : 김씨(金氏[2], 한림(翰林) 김수손(金首孫)과 재혼하였다.), 이름은 사금(四今.[1]), 김련(金憐)의 딸, 김잉의 손녀
    - 손녀 : 성씨[1]

  - 아들 : 성삼성(成三省, ? - 1456년)
  - 며느리 : 명수(命守), 홍달손(洪達孫)의 노비가 되었다.[1]
- 부인 : 미치(未致), 계림군(雞林君) 이흥상(李興商)의 노비가 되었다.[1]
- 첩 : 이름 미상
  - 서녀 : 성금(性今), 신숙주(申叔舟)의 노비가 되었다.[3]
  - 서녀 : 옥동(玉童), 박원형(朴元亨)의 노비가 되었다.[3]
- 외할아버지 : 조운개(趙云价 - 조운흘의 동생, 본관은 풍양)
- 장인 : 박첨(朴瞻, 본관은 죽산)

## 관련 작품

### 드라마
- 《한명회》 (KBS2, 1994년~1994년 배우:김성겸)
- 《왕과 비》 (KBS1, 1998년~1999년 배우:김성겸)
- 《인수대비》 (JTBC, 2011년~2012년 배우:이석구)

## 묘소
그의 묘소는 2개 인데, 사형 직후 누군가 시신을 수습하여 아들 성삼문과 함께 서울 노량진에 장사하였으나 실전되고, 처가가 있던 충청남도 홍주(洪州) 노은동(홍성군 홍북면 노은동)에 본부인 죽산박씨의 묘소와 쌍분으로 묘소가 있다. 홍성군에는 성삼문의 유허지와 함께 성삼문의 유품을 모신 가묘도 함께 전하고 있다.

## 기타
사후 그의 아버지 성달생의 묘 역시 연좌되어 부관참시되었다. 그의 아들 성삼문, 성삼빙, 성삼고, 성삼성과 손자 네 명이 모두 처형당하여 그의 후사는 끊겼다. 가까운 친척으로는 그의 사촌 성희의 후손들이 살아남아 현존하고 있다. 외손으로는 문화류씨 사헌부감찰 유자미(柳自湄)의 아들에게 출가한 증손녀의 후손과 박림경에게 출가한 손녀의 후손이 현존하고 있다.
생전에 손자 성한의 과거 급제를 봤고, 아들 성삼문의 손녀딸이 태어나는 것을 봤다.

## 같이 보기
| - 사육신 - 생육신 - 계유정난 - 숙모전 - 성달생 - 성석린 - 성석용 - 성삼문 - 성삼빙 - 성삼고 - 성한 - 태종 - 세종대왕 - 문종 - 단종 - 세조 - 성삼성 - 엄흥도 | - 단종 복위 운동 - 동학사 - 세조 반정 - 장릉 - 김종서 - 황보인 - 안평대군 - 금성대군 - 하위지 - 하륜 - 유성원 - 유응부 - 유자미 - 이개 - 김질 - 김빙 - 정창손 - 신숙주 | - 정보 - 성담년 - 성담수 - 남효온 - 박팽년 - 민보흥 - 원호 - 조려 - 엄찬 - 이맹전 - 김시습 - 김종직 - 이보흠 - 이수형 - 정인지 - 송석충 |